# Fußball-Club St. Pauli von 1910 2012-2013
Questa voce raccoglie le informazioni riguardanti il Fußball-Club St. Pauli von 1910 nelle competizioni ufficiali della stagione 2012-2013.

## Stagione
Nella stagione 2012-2013 il St. Pauli, allenato da André Schubert, Thomas Meggle e Michael Frontzeck, concluse il campionato di 2. Bundesliga al 10º posto. In Coppa di Germania il St. Pauli fu eliminato al secondo turno dallo Stoccarda.

## Rosa
| N. |                        | Ruolo | Calciatore            |
| -- | ---------------------- | ----- | --------------------- |
| 1  | Germania (bandiera)    | P     | Benedikt Pliquett     |
| 2  | Germania (bandiera)    | C     | Florian Kringe        |
| 5  | Germania (bandiera)    | D     | Christopher Avevor    |
| 6  | Germania (bandiera)    | C     | Patrick Funk          |
| 7  | Germania (bandiera)    | C     | Dennis Daube          |
| 8  | Germania (bandiera)    | C     | Florian Bruns         |
| 9  | Germania (bandiera)    | A     | Marius Ebbers         |
| 10 | Germania (bandiera)    | C     | Christopher Buchtmann |
| 11 | Germania (bandiera)    | A     | Daniel Ginczek        |
| 13 | Germania (bandiera)    | P     | Philipp Tschauner     |
| 14 | Germania (bandiera)    | C     | Akaki Gogia           |
| 15 | Stati Uniti (bandiera) | C     | Joe Gyau              |
| 16 | Germania (bandiera)    | D     | Markus Thorandt       |
| 17 | Germania (bandiera)    | C     | Fabian Boll           |
| 18 | Germania (bandiera)    | A     | Lennart Thy           |
| 20 | Germania (bandiera)    | D     | Sebastian Schachten   |

| N. |                       | Ruolo | Calciatore        |
| -- | --------------------- | ----- | ----------------- |
| 22 | Germania (bandiera)   | C     | Fin Bartels       |
| 23 | Germania (bandiera)   | P     | Florian Kirschke  |
| 24 | Germania (bandiera)   | D     | Florian Mohr      |
| 25 | Germania (bandiera)   | C     | Kevin Schindler   |
| 26 | Germania (bandiera)   | D     | Sören Gonther     |
| 27 | Germania (bandiera)   | D     | Jan-Philipp Kalla |
| 28 | Kazakistan (bandiera) | D     | Andrej Startsev   |
| 29 | Germania (bandiera)   | C     | Marcel Andrijanic |
| 30 | Germania (bandiera)   | P     | Robin Himmelmann  |
| 31 | Germania (bandiera)   | A     | Deniz Herber      |
| 32 | Germania (bandiera)   | D     | Linus Büchler     |
| 33 | Russia (bandiera)     | A     | Laurynas Kulikas  |
| 34 | Germania (bandiera)   | D     | Tjorben Uphoff    |
| 35 | Ghana (bandiera)      | A     | Kwasi Wriedt      |
| 36 | Turchia (bandiera)    | C     | Okan Kurt         |
| 37 | Germania (bandiera)   | D     | Hauke Brückner    |

## Organigramma societario
Area tecnica
- Allenatore: Michael Frontzeck
- Allenatore in seconda: Thomas Meggle, Timo Schultz
- Preparatore dei portieri: Mathias Hain
- Preparatori atletici:
- Analisi video:

## Calciomercato

### Sessione estiva
| Acquisti | Acquisti              | Acquisti          | Acquisti |
| R.       | Nome                  | da                | Modalità |
| -------- | --------------------- | ----------------- | -------- |
| C        | Christopher Buchtmann | Colonia           |          |
| C        | Joe Gyau              | Hoffenheim        |          |
| D        | Christopher Avevor    | Hannover 96       |          |
| C        | Marcel Andrijanic     | St. Pauli II      |          |
| A        | Daniel Ginczek        | Bochum            |          |
| C        | Akaki Gogia           | Augusta           |          |
| D        | Sören Gonther         | Paderborn         |          |
| P        | Robin Himmelmann      | Schalke 04        |          |
| C        | Florian Kringe        | Borussia Dortmund |          |
| D        | Florian Mohr          | Paderborn         |          |
| A        | Lennart Thy           | Werder Brema      |          |

| Cessioni | Cessioni           | Cessioni              | Cessioni |
| R.       | Nome               | a                     | Modalità |
| -------- | ------------------ | --------------------- | -------- |
| D        | Carlos Zambrano    | Eintracht Francoforte |          |
| C        | Petar Filipović    | Cibalia               |          |
| P        | Philipp Heerwagen  | Bochum                |          |
| C        | Max Kruse          | Friburgo              |          |
| D        | Fabio Morena       | Sandhausen            |          |
| D        | Carsten Rothenbach | Bochum                |          |
| P        | Arvid Schenk       | Wolfsburg II          |          |
| A        | Petar Slišković    | Magonza               |          |
| D        | Lasse Sobiech      | Greuther Fürth        |          |
| P        | Ole Springer       | FC Elmshorn           |          |
| D        | Moritz Volz        | Monaco 1860           |          |

### Sessione invernale
| Acquisti | Acquisti | Acquisti | Acquisti |
| R.       | Nome     | da       | Modalità |
| -------- | -------- | -------- | -------- |

| Cessioni | Cessioni     | Cessioni  | Cessioni |
| R.       | Nome         | a         | Modalità |
| -------- | ------------ | --------- | -------- |
| A        | Mahir Sağlık | Paderborn |          |

## Risultati

### 2. Bundesliga

#### Girone di andata
| Aue-Bad Schlema 3 agosto 2012, ore 18:00 CEST 1ª giornata | Erzgebirge Aue | 0 – 0 referto | St. Pauli | Sparkassen-Erzgebirgsstadion (12 200 spett.)\| Arbitro: \| Weiner \| |
| Arbitro:                                                  | Weiner         |               |           |                                                                      |

| Arbitro: | Dingert |

|          |           |            |
| Mohr 56’ | Marcatori | 55’ Eigler |

| Arbitro: | Stark |

|                             |           |  |
| Stiepermann 21’ Banović 66’ | Marcatori |  |

| Arbitro: | Brych |

|                        |           |              |
| Bartels 71’ Ebbers 76’ | Marcatori | 83’ Pischorn |

| Colonia 17 settembre 2012, ore 20:15 CEST 5ª giornata | Colonia | 0 – 0 referto | St. Pauli | RheinEnergieStadion (45 200 spett.)\| Arbitro: \| Welz \| |
| Arbitro:                                              | Welz    |               |           |                                                           |

| Arbitro: | Schriever |

|                       |           |             |
| Roshi 7’ Kapllani 63’ | Marcatori | 58’ Ginczek |

| Arbitro: | Leicher |

|  |           |            |
|  | Marcatori | 45’ Hübner |

| Arbitro: | Willenborg |

|                             |           |  |
| Sembolo 24’, 55’ Müller 44’ | Marcatori |  |

| Arbitro: | Dankert |

|                      |           |                     |
| Mohr 48’ Bartels 69’ | Marcatori | 21’, 84’ Mattuschka |

| Arbitro: | Petersen |

|          |           |             |
| Naki 71’ | Marcatori | 48’ Ginczek |

| Arbitro: | Gräfe |

|                                 |           |                    |
| Boll 45’ Avevor 49’ Ginczek 55’ | Marcatori | 18’ Ouali 28’ Poté |

| Arbitro: | Fritz |

|  |           |                      |
|  | Marcatori | 26’ Boll 53’ Ginczek |

| Arbitro: | Dingert |

|             |           |               |
| Ginczek 16’ | Marcatori | 55’ Dabrowski |

| Arbitro: | Kinhöfer |

|           |           |  |
| Sahar 85’ | Marcatori |  |

| Arbitro: | Stegemann |

|                                         |           |          |
| Ginczek 18’ Bartels 65’, 74’ Sağlık 89’ | Marcatori | 45’ Kern |

| Arbitro: | Zwayer |

|             |           |  |
| Kumbela 17’ | Marcatori |  |

| Arbitro: | Stark |

|             |           |  |
| Ginczek 67’ | Marcatori |  |

#### Girone di ritorno
| Arbitro: | Sippel |

|  |           |                                         |
|  | Marcatori | 49’ Hochscheidt 76’ Sylvestr 89’ Wiegel |

| Ingolstadt 15 dicembre 2012, ore 13:00 CET 19ª giornata | Ingolstadt 04 | 0 – 0 referto | St. Pauli | Audi-Sportpark (6 648 spett.)\| Arbitro: \| Drees \| |
| Arbitro:                                                | Drees         |               |           |                                                      |

| Amburgo 3 febbraio 2013, ore 13:30 CET 20ª giornata | St. Pauli | 0 – 0 referto | Energie Cottbus | Millerntor-Stadion (26 578 spett.)\| Arbitro: \| Drees \| |
| Arbitro:                                            | Drees     |               |                 |                                                           |

| Arbitro: | Brand |

|                                          |           |                   |
| Löning 3’, 39’ Ulm 29’ (rig.) Mäkelä 49’ | Marcatori | 74’ (rig.) Kringe |

| Arbitro: | Gräfe |

|  |           |            |
|  | Marcatori | 3’ Clemens |

| Arbitro: | Kempter |

|                       |           |  |
| Ginczek 28’, 52’, 77’ | Marcatori |  |

| Arbitro: | Leicher |

|  |           |                    |
|  | Marcatori | 90’ (rig.) Ginczek |

| Arbitro: | Unger |

|                                 |           |                        |
| Gogia 18’ Ginczek 66’ Bruns 90’ | Marcatori | 23’ Koke 89’ Kamavuaka |

| Arbitro: | Winkmann |

|                                           |           |                          |
| Terodde 20’, 83’ Mattuschka 42’ Nemec 81’ | Marcatori | 36’ Ebbers 76’ Schachten |

| Arbitro: | Welz |

|                          |           |                       |
| Ebbers 53’ Tschauner 90’ | Marcatori | 56’ Yılmaz 84’ Sağlık |

| Arbitro: | Kinhöfer |

|                                     |           |                      |
| Trojan 62’ Losilla 66’ Schuppan 77’ | Marcatori | 50’ Mohr 53’ Ginczek |

| Arbitro: | Fischer |

|                              |           |            |
| Ginczek 34’ Bartels 70’, 74’ | Marcatori | 73’ Friend |

| Arbitro: | Schmidt |

|                                  |           |  |
| Dedič 25’ (rig.), 37’ Tasaka 70’ | Marcatori |  |

| Arbitro: | Brych |

|                            |           |                                  |
| Thy 66’ Ginczek 85’ (rig.) | Marcatori | 23’ Allagui 88’ Ronny 90’ Wagner |

| Duisburg 5 maggio 2013, ore 13:30 CEST 32ª giornata | Duisburg | 0 – 0 referto | St. Pauli | Schauinsland-Reisen-Arena (18 239 spett.)\| Arbitro: \| Kempter \| |
| Arbitro:                                            | Kempter  |               |           |                                                                    |

| Arbitro: | Gagelmann |

|                                                  |           |           |
| Ginczek 7’, 11’ Bartels 68’ Bruns 70’ Ebbers 86’ | Marcatori | 89’ Korte |

| Arbitro: | Hartmann |

|            |           |                       |
| Hoffer 71’ | Marcatori | 15’ Daube 33’ Ginczek |

### Coppa di Germania
| Arbitro: | Leicher |

|  |           |                             |
|  | Marcatori | 23’, 68’ Sağlık 77’ Ginczek |

| Arbitro: | Sippel |

|                                    |           |  |
| Traoré 20’ Ibišević 22’ Hajnal 41’ | Marcatori |  |

## Statistiche

### Statistiche di squadra
| Competizione      | Punti | In casa | In casa | In casa | In casa | In casa | In casa | In trasferta | In trasferta | In trasferta | In trasferta | In trasferta | In trasferta | Totale | Totale | Totale | Totale | Totale | Totale | DR |
| Competizione      | Punti | G       | V       | N       | P       | Gf      | Gs      | G            | V            | N            | P            | Gf           | Gs           | G      | V      | N      | P      | Gf     | Gs     | DR |
| ----------------- | ----- | ------- | ------- | ------- | ------- | ------- | ------- | ------------ | ------------ | ------------ | ------------ | ------------ | ------------ | ------ | ------ | ------ | ------ | ------ | ------ | -- |
| 2. Bundesliga     | 43    | 17      | 8       | 5       | 4       | 32      | 22      | 17           | 3            | 5            | 9            | 12           | 25           | 34     | 11     | 10     | 13     | 44     | 47     | -3 |
| Coppa di Germania | -     | 0       | 0       | 0       | 0       | 0       | 0       | 2            | 1            | 0            | 1            | 3            | 3            | 2      | 1      | 0      | 1      | 3      | 3      | 0  |
| Totale            | 43    | 17      | 8       | 5       | 4       | 32      | 22      | 19           | 4            | 5            | 10           | 15           | 28           | 36     | 12     | 10     | 14     | 47     | 50     | -3 |

### Andamento in campionato
| Giornata  | 1  | 2  | 3  | 4  | 5  | 6  | 7  | 8  | 9  | 10 | 11 | 12 | 13 | 14 | 15 | 16 | 17 | 18 | 19 | 20 | 21 | 22 | 23 | 24 | 25 | 26 | 27 | 28 | 29 | 30 | 31 | 32 | 33 | 34 |
| --------- | -- | -- | -- | -- | -- | -- | -- | -- | -- | -- | -- | -- | -- | -- | -- | -- | -- | -- | -- | -- | -- | -- | -- | -- | -- | -- | -- | -- | -- | -- | -- | -- | -- | -- |
| Luogo     | T  | C  | T  | C  | T  | T  | C  | T  | C  | T  | C  | T  | C  | T  | C  | T  | C  | C  | T  | C  | T  | C  | C  | T  | C  | T  | C  | T  | C  | T  | C  | T  | C  | T  |
| Risultato | N  | N  | P  | V  | N  | P  | P  | P  | N  | N  | V  | V  | N  | P  | V  | P  | V  | P  | N  | N  | P  | P  | V  | V  | V  | P  | N  | P  | V  | P  | P  | N  | V  | V  |
| Posizione | 13 | 12 | 15 | 11 | 11 | 12 | 13 | 15 | 17 | 17 | 13 | 11 | 11 | 12 | 12 | 12 | 12 | 12 | 13 | 13 | 13 | 14 | 12 | 12 | 11 | 12 | 12 | 13 | 13 | 13 | 13 | 14 | 12 | 10 |

Legenda:

Luogo: C = Casa; T = Trasferta. Risultato: V = Vittoria; N = Pareggio; P = Sconfitta.

### Statistiche dei giocatori
| Giocatore     | 2. Bundesliga | 2. Bundesliga | 2. Bundesliga | 2. Bundesliga | Coppa di Germania | Coppa di Germania | Coppa di Germania | Coppa di Germania | Totale   | Totale | Totale      | Totale     |
| Giocatore     | Presenze      | Reti          | Ammonizioni   | Espulsioni    | Presenze          | Reti              | Ammonizioni       | Espulsioni        | Presenze | Reti   | Ammonizioni | Espulsioni |
| ------------- | ------------- | ------------- | ------------- | ------------- | ----------------- | ----------------- | ----------------- | ----------------- | -------- | ------ | ----------- | ---------- |
| M. Andrijanic | 1             | 0             | 0             | 0             | 1                 | 0                 | 0                 | 0                 | 2        | 0      | 0           | 0          |
| C. Avevor     | 28            | 1             | 2             | 0             | 2                 | 0                 | 0                 | 0                 | 30       | 1      | 2           | 0          |
| F. Bartels    | 27            | 7             | 7             | 1             | 2                 | 0                 | 0                 | 0                 | 29       | 7      | 7           | 1          |
| F. Boll       | 19            | 2             | 3             | 0             | 2                 | 0                 | 0                 | 0                 | 21       | 2      | 3           | 0          |
| F. Bruns      | 18            | 2             | 1             | 0             | 1                 | 0                 | 0                 | 0                 | 19       | 2      | 1           | 0          |
| H. Brückner   | 0             | 0             | 0             | 0             | 0                 | 0                 | 0                 | 0                 | 0        | 0      | 0           | 0          |
| C. Buchtmann  | 15            | 0             | 3             | 0             | 1                 | 0                 | 0                 | 0                 | 16       | 0      | 3           | 0          |
| L. Büchler    | 0             | 0             | 0             | 0             | 0                 | 0                 | 0                 | 0                 | 0        | 0      | 0           | 0          |
| D. Daube      | 26            | 1             | 4             | 0             | 1                 | 0                 | 0                 | 0                 | 27       | 1      | 4           | 0          |
| M. Ebbers     | 28            | 4             | 0             | 0             | 1                 | 0                 | 0                 | 0                 | 29       | 4      | 0           | 0          |
| P. Funk       | 31            | 0             | 4             | 0             | 2                 | 0                 | 0                 | 0                 | 33       | 0      | 4           | 0          |
| D. Ginczek    | 31            | 18            | 8             | 1             | 1                 | 1                 | 0                 | 0                 | 32       | 19     | 8           | 1          |
| A. Gogia      | 23            | 1             | 0             | 0             | 1                 | 0                 | 0                 | 0                 | 24       | 1      | 0           | 0          |
| S. Gonther    | 2             | 0             | 0             | 0             | 0                 | 0                 | 0                 | 0                 | 2        | 0      | 0           | 0          |
| J. Gyau       | 15            | 0             | 1             | 0             | 1                 | 0                 | 0                 | 0                 | 16       | 0      | 1           | 0          |
| D. Herber     | 0             | 0             | 0             | 0             | 0                 | 0                 | 0                 | 0                 | 0        | 0      | 0           | 0          |
| R. Himmelmann | 1             | 0             | 0             | 0             | 0                 | 0                 | 0                 | 0                 | 1        | 0      | 0           | 0          |
| J. Kalla      | 26            | 0             | 2             | 0             | 2                 | 0                 | 1                 | 0                 | 28       | 0      | 3           | 0          |
| F. Kirschke   | 0             | 0             | 0             | 0             | 0                 | 0                 | 0                 | 0                 | 0        | 0      | 0           | 0          |
| F. Kringe     | 27            | 1             | 1             | 0             | 0                 | 0                 | 0                 | 0                 | 27       | 1      | 1           | 0          |
| L. Kulikas    | 1             | 0             | 0             | 0             | 0                 | 0                 | 0                 | 0                 | 1        | 0      | 0           | 0          |
| O. Kurt       | 0             | 0             | 0             | 0             | 0                 | 0                 | 0                 | 0                 | 0        | 0      | 0           | 0          |
| F. Mohr       | 18            | 3             | 1             | 1             | 2                 | 0                 | 0                 | 0                 | 20       | 3      | 1           | 1          |
| B. Pliquett   | 0             | 0             | 0             | 0             | 0                 | 0                 | 0                 | 0                 | 0        | 0      | 0           | 0          |
| M. Sağlık     | 12            | 1             | 0             | 0             | 1                 | 2                 | 0                 | 0                 | 13       | 3      | 0           | 0          |
| S. Schachten  | 31            | 1             | 7             | 0             | 2                 | 0                 | 0                 | 0                 | 33       | 1      | 7           | 0          |
| K. Schindler  | 12            | 0             | 1             | 0             | 0                 | 0                 | 0                 | 0                 | 12       | 0      | 1           | 0          |
| A. Startsev   | 0             | 0             | 0             | 0             | 0                 | 0                 | 0                 | 0                 | 0        | 0      | 0           | 0          |
| M. Thorandt   | 31            | 0             | 10            | 1             | 2                 | 0                 | 0                 | 0                 | 33       | 0      | 10          | 1          |
| L. Thy        | 18            | 1             | 1             | 0             | 1                 | 0                 | 0                 | 0                 | 19       | 1      | 1           | 0          |
| P. Tschauner  | 33            | 1             | 1             | 0             | 2                 | 0                 | 0                 | 0                 | 35       | 1      | 1           | 0          |
| T. Uphoff     | 0             | 0             | 0             | 0             | 0                 | 0                 | 0                 | 0                 | 0        | 0      | 0           | 0          |
| K. Wriedt     | 0             | 0             | 0             | 0             | 0                 | 0                 | 0                 | 0                 | 0        | 0      | 0           | 0          |
| C. Zambrano   | 0             | 0             | 0             | 0             | 0                 | 0                 | 0                 | 0                 | 0        | 0      | 0           | 0          |